# Scottish First Division 1991/92
Die Scottish Football League First Division wurde 1991/92 zum 17. Mal als nur noch zweithöchste schottische Liga ausgetragen. Es war zudem die siebzehnte Austragung als zweithöchste Fußball-Spielklasse der Herren in Schottland unter dem Namen First Division. In der Saison 1991/92 traten 12 Klubs in insgesamt 44 Spieltagen gegeneinander an. Jedes Team spielte jeweils viermal gegen jedes andere Team. Bei Punktgleichheit zählte die Tordifferenz.
Die Meisterschaft gewann der FC Dundee, der sich damit gleichzeitig die Teilnahme an der Premier Division-Saison 1992/93 sicherte. Neben den Dark Blues stieg auch der Zweitplatzierte Partick Thistle auf. Absteigen in die Second Division mussten der FC Montrose und Forfar Athletic. Torschützenkönig mit 26 Treffern wurde Gordon Dalziel von den Raith Rovers.

## Statistiken

### Abschlusstabelle
| Pl. | Verein              | Sp. | S  | U  | N  | Tore    | Diff. | Punkte |
| --- | ------------------- | --- | -- | -- | -- | ------- | ----- | ------ |
| 1.  | FC Dundee           | 44  | 23 | 12 | 9  | 080:480 | +32   | 58:30  |
| 2.  | Partick Thistle     | 44  | 23 | 11 | 10 | 062:360 | +26   | 57:31  |
| 3.  | Hamilton Academical | 44  | 22 | 13 | 9  | 072:480 | +24   | 57:31  |
| 4.  | FC Kilmarnock       | 44  | 21 | 12 | 11 | 059:370 | +22   | 54:34  |
| 5.  | Raith Rovers        | 44  | 21 | 11 | 12 | 059:420 | +17   | 53:35  |
| 6.  | Ayr United          | 44  | 18 | 11 | 15 | 063:550 | +8    | 47:41  |
| 7.  | Greenock Morton     | 44  | 17 | 12 | 15 | 066:590 | +7    | 46:42  |
| 8.  | Stirling Albion (N) | 44  | 14 | 13 | 17 | 050:570 | −7    | 41:47  |
| 9.  | FC Clydebank        | 44  | 12 | 12 | 20 | 059:770 | −18   | 36:52  |
| 10. | Meadowbank Thistle  | 44  | 7  | 16 | 21 | 037:590 | −22   | 30:58  |
| 11. | FC Montrose (N)     | 44  | 5  | 17 | 22 | 045:850 | −40   | 27:61  |
| 12. | Forfar Athletic     | 44  | 5  | 12 | 27 | 036:850 | −49   | 22:66  |

Platzierungskriterien: 1. Punkte – 2. Tordifferenz – 3. geschossene Tore – 4. Direkter Vergleich (Punkte, Tordifferenz, geschossene Tore)
| Saison 1991/92 |

| Zum Saisonende 1990/91 |                                       |
| (N)                    | Neuaufsteiger aus der Second Division |